# Emiel Van Cauter
Emiel Van Cauter (Meusegem-Wolvertem, 2 december 1931 - Bangkok, 26 oktober 1975) was een Belgische beroepswielrenner van 1955 tot 1959.
Hij is de vader van Oost-Vlaams gouverneur Carina Van Tittelboom-Van Cauter.

## Belangrijkste overwinningen
- 1954:  Wereldkampioen op de weg bij de amateurs.
- 1955:  Belgisch kampioen op de weg bij de beroepsrenners.

In 1972 was hij medesponsor van de wielerploeg Van Cauter-Magniflex-de Gribaldy rond de kopmannen Rik Van Linden en Georges Pintens.

## Resultaten in voornaamste wedstrijden
| Jaar | Ronde van Italië | Ronde van Frankrijk | Ronde van Spanje |
| ---- | ---------------- | ------------------- | ---------------- |
| 1955 |                  |                     |                  |
| 1956 |                  |                     |                  |
| 1957 |                  |                     | 37e              |

| Jaar | Gent-Wevelgem | Ronde van Vlaanderen | Luik-Bast.‑Luik | Ronde van Lombardije | Parijs-Tours | Parijs-Brussel |
| ---- | ------------- | -------------------- | --------------- | -------------------- | ------------ | -------------- |
| 1955 |               |                      | 4e              | 11e                  | 4e           |                |
| 1956 | 16e           | 11e                  |                 | 15e                  |              | 73e            |
| 1957 |               |                      |                 |                      |              | 15e            |